# Lissonota bispota
Lissonota bispota là một loài tò vò trong họ Ichneumonidae.